# 莫佩里帕拉耶姆
莫佩里帕拉耶姆（Mopperipalayam），是印度泰米尔纳德邦Coimbatore县的一个城镇。总人口8303（2001年）。

## 人口
该地2001年总人口8303人，其中男性4279人，女性4024人；0—6岁人口882人，其中男492人，女390人；识字率59.51%，其中男性为68.12%，女性为50.35%。